# 八串騷
《八串騷》是一個有關香港娛樂的電視節目，在亞洲電視播放。本節目由查小欣以前開辦的show8.com製作。其時，亞洲電視為精簡架構，把電視節目的製作外判。當時，查小欣的show8.com成功奪得娛樂新聞節目的製作權，並以網站的新聞來製作《八串騷》的節目。本節目由快必、慢必二人主持。不過，隨著科網股爆破，show8.com亦結束營業，本節目亦同時結束。